# Burštyn

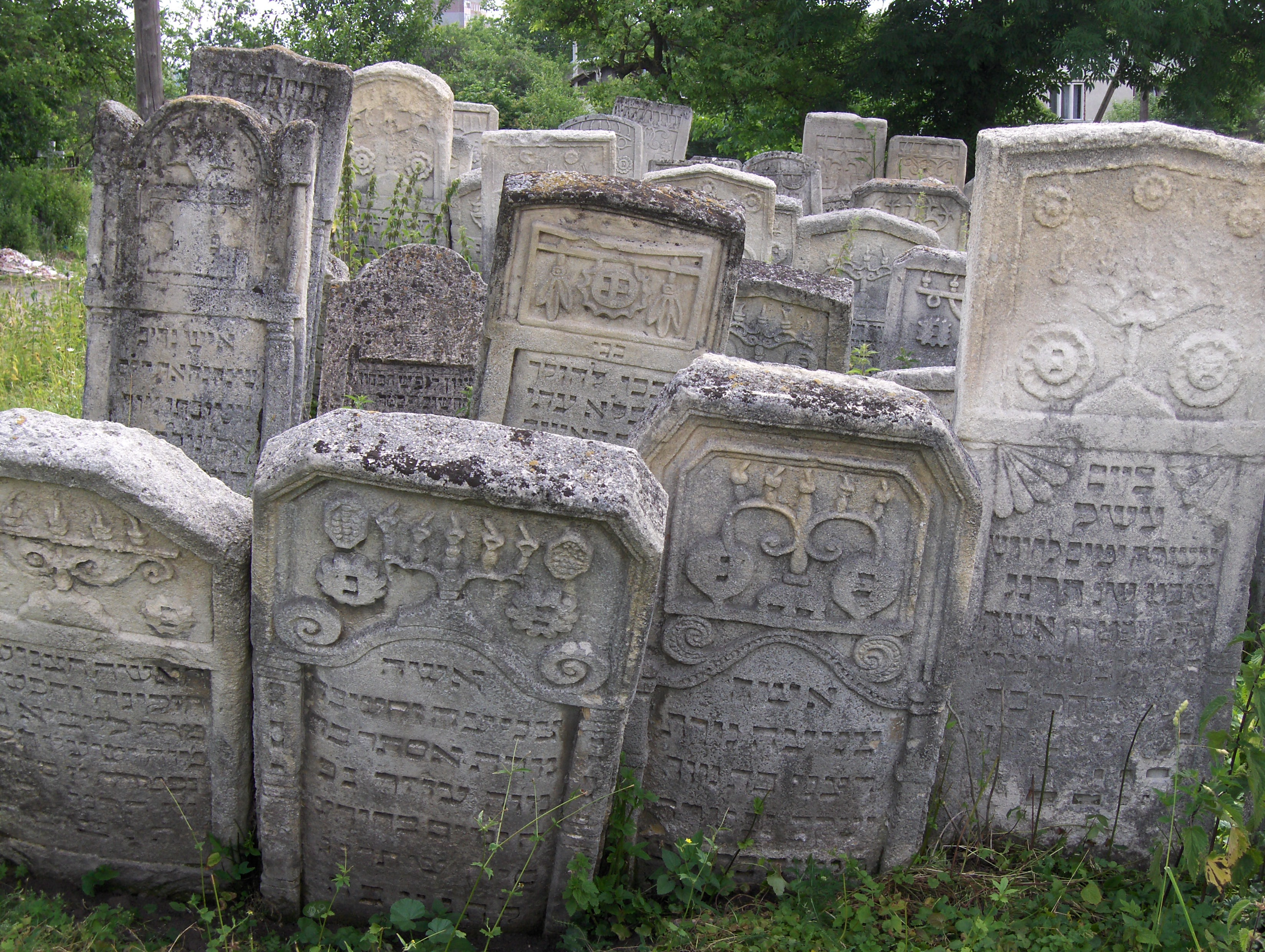
Il vecchio cimitero ebraico di Burshtyn.

Burštyn (in ucraino Бурштин?, polacco: Bursztyn, ebraico: בורשטין) è una città dell'Ucraina nel distretto di Ivano-Frankivs'k, nell'oblast' di Ivano-Frankivs'k ed ospita l'amministrazione della comunità territoriale di Burštyn, una delle comunità territoriali dell'Ucraina. Nel 2022 aveva una popolazione di 14 737 abitanti.
Fino al 18 luglio 2020 Burštyn era classificata come città di rilevanza regionale e costituiva un comune autonomo. Nell'ambito della riforma amministrativa dell'Ucraina, che ha ridotto a sei il numero dei distretti dell'oblast' di Ivano-Frankivs'k, Burštyn è entrata a far parte del distretto di Ivano-Frankivs'k.
La prima menzione di questa città è in un libro di storia della Galizia del 1596, dove è menzionata come Nove Selo (nuovo villaggio), sebbene la creazione della città risalga al 1554. Nel 1809, Franz Xaver Wolfgang, figlio di Wolfgang Amadeus Mozart, ha vissuto a Burštyn, che a quel tempo era parte dell'Impero austriaco.
C'è un vecchio cimitero ebraico, il solo superstite di una fiorente comunità ebraica della città, nel 1942 c'erano 1.700 gli ebrei residenti a Burštyn. I nazisti trasferirono tutti gli ebrei del ghetto di Burštyn vicino a Rohatyn, dove furono fucilati, il resto degli ebrei vennero portati nel campo di sterminio di Bełżec. Il cimitero ebraico è stato stabilito nel XVIII secolo, con l'ultima sepoltura ebraica chassidica degli anni 1940.

## Società

### Evoluzione demografica
La popolazione stimata è di circa 14.700 (nel 2004). Si è sviluppata rapidamente e durante il periodo sovietico la sua popolazione è aumentata notevolmente.

### Religione
La città, che è stata uno degli shtetl ebraici, e il cui nome in ucraino significa letteralmente ambra. C'è una vecchia chiesa cattolica romana nel centro della città, che è stato restaurato negli ultimi dieci anni.

## Economia
Uno dei suoi punti di riferimento è la centrale elettrica Burštyns'ka TES, che si trova su un bacino artificiale di circa 8 km di lunghezza e 2 km di larghezza. Un allevamento ittico si trova sul lago vicino a Bil'šivci. La città è nota per la sua squadra di calcio Enerhetyk.